# Ambrogio Di Negro
Il Serenissimo Ambrogio Di Negro (Genova, 1519 – Genova, agosto 1601) fu il 75º doge della Repubblica di Genova.

## Biografia

### Vita politica prima del dogato

Stemma nobiliare dei Di Negro

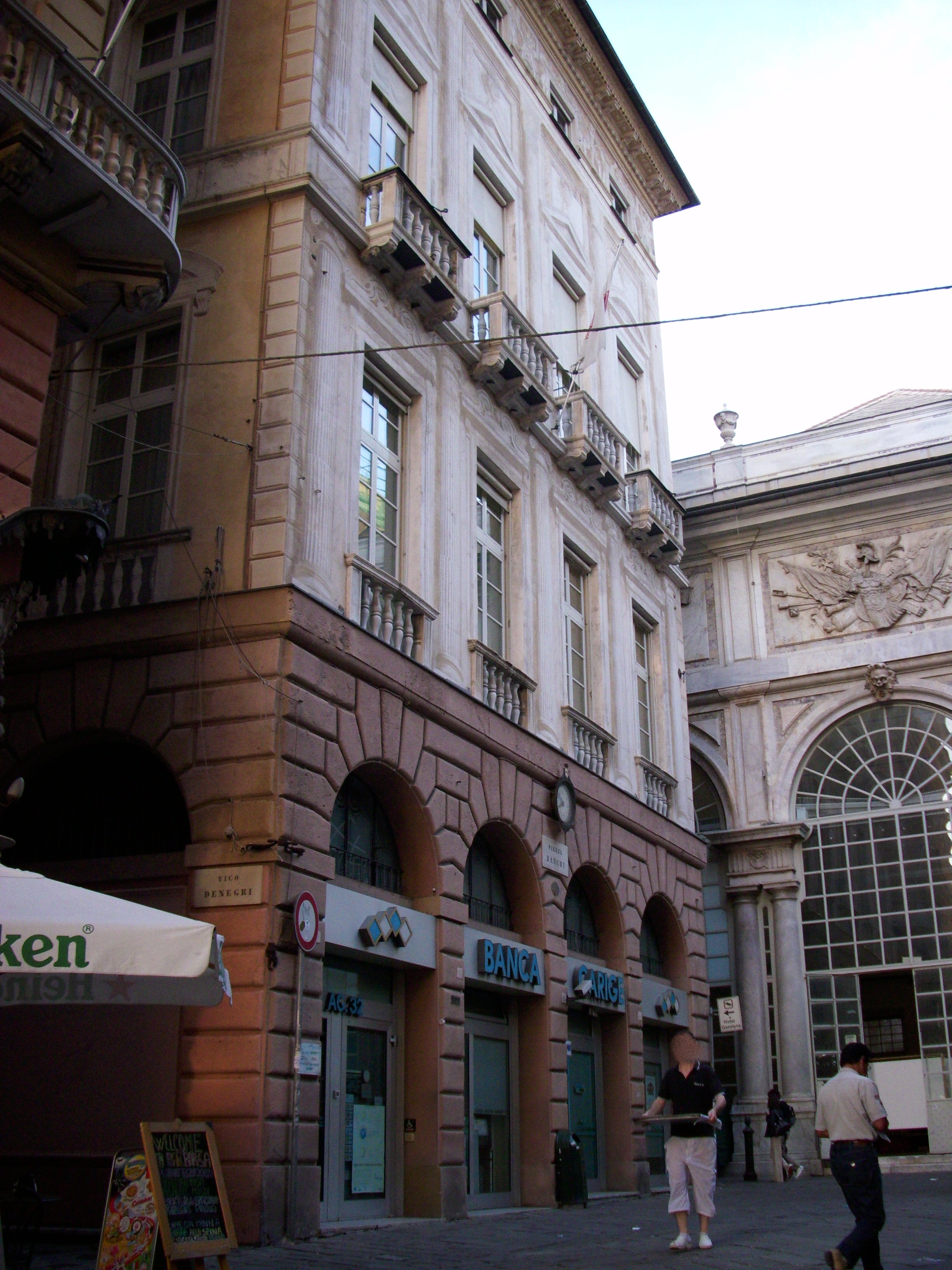
Il palazzo Ambrogio Di Negro, nel centro storico genovese, in piazza Banchi.

Figlio di Benedetto Di Negro - esponente della facoltosa famiglia dei Di Negro del ramo di Banchi e attiva nei settori commerciali ed artigianali - nacque a Genova nel 1519. Suo padre, già Anziano del Comune di Genova nel 1516 e ancora nel 1527, fu uno dei sostenitori della causa di Andrea Doria per una repubblica genovese unita e indipendente.
Abbastanza scarne sono le notizie biografiche sui primi anni del giovane Ambrogio Di Negro; da una premessa scritta in una sua raccolta di poesie si apprende che nel 1543 si trovasse nella regione francese della Borgogna assieme a Laura Riario. Intorno al 1546-1548 fece ritorno nel capoluogo ligure per intraprendere in loco la rinomata attività commerciale e finanziaria della famiglia, ruolo che in futuro gli porterà ricchezza e stima in campo sociale e politico.
Un importante alleato nella sua crescita professionale fu certamente il rapporto stretto ed economico con la corona di Spagna: in prima persona fu infatti impegnato - tra il 1549 e il 1550 - nelle più importanti piazze d'affari della penisola iberica come Medina del Campo, Siviglia e Valladolid. Di fatto, assieme ad altri colleghi banchieri come Cristoforo Centurione, Costantino Gentile, Giovanni Ambrogio Negrone e Angelo Giovanni Spinola, forse riuniti in società con lo stesso Ambrogio Di Negro, fu uno degli interlocutori finanziari del paese spagnolo.
Nuovamente in terra spagnola - a Madrid - nel 1553, fece ritorno a Genova nel 1554 per lo sposalizio con Minetta Spinola. Le attività economiche e finanziarie lo riportarono ben presto in Spagna dove, spostandosi ogni volta nelle zone d'affari del paese, lì lavorò in modo continuativo fino al settembre del 1559. Secondo le stime dell'epoca, Ambrogio Di Negro con la sua personale attività divenne uno dei cittadini più ricchi di Genova con un patrimonio nel 1601, anno della sua morte, stimato intorno al milione di lire genovesi. Tutto ciò grazie agli evidenti rapporti bancari con la corona spagnola, così come negli scambi e relativi prestiti concessi a diversi nobili italiani come il duca di Firenze o quello di Mantova; quest'ultimo, per saldare parte del suo debito verso la famiglia Di Negro, dovette nel 1620 cedere il feudo di Mombaruzzo alla nipote di Ambrogio, Lelia Di Negro.
Tornato a Genova, nel decennio 1559-1569 iniziò pure il suo impegno politico per la repubblica facendo parte di varie commissioni elettorali come per la nomina dei senatori, per la nomina del doge e in altri uffici istituzionali; raggiunse l'apice di questo periodo il 15 giugno del 1569 con la nomina a governatore.
Contemporaneamente, intorno al 1568, acquistò un palazzo (ancora oggi denominato palazzo Ambrogio Di Negro) e botteghe nella zona di Banchi, nel centro storico genovese, e commissionando lavori di ampliamento della villa di proprietà in località Fassolo.
Allo scoppio della guerra civile tra le due fazioni della nobiltà "vecchia" e "nuova" Ambrogio Di Negro, legato per la storia della sua famiglia alla nobiltà considerata "vecchia", scelse curiosamente di adottare uno stato di neutralità che inevitabilmente gli causò conflitti con alcuni esponenti di tale fazione, tra questi Marco Gentile e Gabriele Salvago.
In pieno scontro politico e popolare, nel 1575, venne eletto sindacatore supremo (una prima nomina "sfumò" nel 1574) mantenendo, a differenza di altri componenti della nobiltà "vecchia", una linea di collaborazione verso la parte "nuova"; questi ultimi, ora al comando del Senato genovese, daranno al Di Negro diversi incarichi di governo.
Mai fuggito da Genova (diversamente dalla maggioranza dei nobili vecchi), partecipò attivamente alle fasi cruciali della guerra civile e ai trattati per la rappacificazione delle due nobiltà dopo il convegno di pace di Casale Monferrato del 10 marzo 1576. Una presa di posizione - considerata da molti "indipendente e non faziosa" nonostante il suo status sociale di ricchezza e dedizione verso la Spagna - che lo porteranno nel 1579 alla qualifica di procuratore e ancora sindacatore supremo nel 1584.
Furono certamente anche queste qualità che spinsero il Consiglio per una sua nomina a ricoprire la massima carica dello Stato: l'8 novembre del 1585 fu eletto al titolo dogale, la trentesima in successione biennale e il settantacinquesimo nella storia repubblicana, carica che mantenne fino al 13 novembre del 1587.

### Il dogato
Secondo gli scritti degli storici dell'epoca, il dogato di Ambrogio Di Negro non fu alquanto facile per le continue lotte nobiliari, fatti di criminalità, e problematiche politiche interne tanto che più volte il governo genovese fu chiamato a revisioni e riforme della giustizia penale; manovre che poi, di fatto, minimamente furono attuate o con risultati non proprio significativi.
Anche in campo politico vi furono attacchi al Di Negro (e ad altri esponenti della corrente nobiliare) per un ruolo giudicato fin troppo filo spagnolo - tra gli accusatori dei nobili "vecchi" Stefano De Mari e Giovanni Battista Spinola "Masone" - o ancora per una politica gestionale più a favore del ceto sociale ricco che a quello povero.
Tutti fattori negativi che misero in "cattiva luce" l'operato del doge Di Negro e che procurò un lungo processo da parte dei supremi sindacatori chiamati a giudicare il suo mandato a fine legislatura. Lo stesso annalista della Repubblica Antonio Roccatagliata, in diverse memorie, descrisse come "altera e superba" la personalità di Ambrogio Di Negro, un cambiamento di carattere forse spiegabile negli eventi difficili del suo mandato biennale.
Storicamente il doge Ambrogio Di Negro fu il primo esponente genovese ad avere il titolo onorifico di "Serenissimo" come da riconoscimento ufficiale ottenuto dall'imperatore Rodolfo II d'Asburgo nella persona dell'ambasciatore repubblicano Giorgio Doria. Il titolo venne concesso nel 1580, ma confermato solamente nel 1587 durante il dogato del Di Negro.

### Dopo il dogato e gli ultimi anni
Eletto procuratore perpetuo, preferì dopo la parentesi dogale pressoché ritirarsi dalla vita politica genovese (salvo alcune rappresentanze) e quindi dedicarsi agli affari di famiglia. Nel 1593 venne chiamato a sovrintendere alla costruzione di palazzo Ducale.
Morì a Genova nell'agosto del 1601 e la sua salma venne tumulata all'interno della chiesa di San Bartolomeo della Certosa.